# ميخائيل شميت (لاعب البولنغ)
ميخائيل شميت هو لاعب البولنغ ‏ كندي، ولد في 26 أكتوبر 1980.